# Zăbrani, Arad
Zăbrani (în germană Guttenbrunn, maghiară Temeshidegkút) este satul de reședință al comunei cu același nume din județul Arad, Banat, România.

## Așezare
Localitatea este așezată în partea de sud - est a județului Arad, la limită cu județul Timiș, în podișul Lipovei, la intersecția drumurilor județene Arad-Lipova și Timișoara – Lipova, la 26 km.de municipiul Arad, 55 km.de municipiul Timișoara și 12 km.de orașul Lipova..

## Istoric
Urmele locuirii pe aceste meleaguri datează din cele mai vechi timpuri. În situl arheologic de la Zăbrani (Dealul Viilor) au fost puse în evidență două așezări datând din paleolitic și din epoca fierului. 
Prima atestare documentară a localității Zăbrani datează din 1080-1090. 

### Istoricul Formației Civile de Pompieri din Localitatea Zăbrani
Formația de Pompieri din localitatea Zăbrani a fost înființată ca o nevoie a cetățenilor localității de a lupta contra incendiilor respectiv dezastrelor provocate de incendii. În toamna anului 1878 a izbucnit un incendiu care, pe baza unui vânt puternic și a construcțiilor în majoritate construite din materiale combustibile, a mistuit jumătate din localitate. Acest incendiu este hotărâtor pentru oamenii din Zăbrani, mai ales că în Principatele Române și în Imperiul Habsburgic se organizau formațiuni militare și civile pentru stingerea incendiilor.  
Astfel că la 01 martie 1879, 11 cetățeni din conducerea comunei hotărăsc înființarea formației voluntare de pompieri cu denumirea de "Uniunea Pompierilor Voluntari din Guttenbrunn (Zabrani)". La 09 martie 1879, într-o ședință lărgită se stabilește ca formația să fie compusă inițial din 25 pompieri activi, majoritatea meseriași cu prestigiu în rândurile cetățenilor și 25 membri susținători care contribuiau material la întreținerea formației. Această dată este considerată ca data de înființare prin vot a Formației Civile de Pompieri a localității Zăbrani. Un rol important în activitatea formației a avut ședința din 22 martie 1879 când sub supravegherea prefectului de Arad, care a participat la ședință, s-a votat statutul F.C.P. și s-a ales conducerea formației. Organul de conducere al formației a fost format din: președinte, comandant, ajutor comandant. Celelalte funcții au fost: comandant pluton, comandant grupă, maistru de pompă, șef de atelier, ofițer de serviciu, secretar, casier, doctor, comitet de revizie format din 3 membri supleanți și 2 gorniști. 
În perioada dintre 1879 și până în 1936 au fost 4 președinți ai asociației : 
- 1879-1891 Nikolaus Grunweig;
- 1892-1914 Georg Reimholz;
- 1915-1924 Johann Reinert;
- 1924-1936 Hugo Gunter.

În anul 1936 a fost desființată funcția de președinte. 
De la înființare și până astăzi,  F.C.P. Zăbrani a avut următorii comandanți:
| Perioada       | Nume comandant   |
| -------------- | ---------------- |
| 1879-1885      | Julius Laknert   |
| 1885-1892      | Johann Muller    |
| 1892-1897      | Robert Szlandek  |
| 1897-1903      | Peter M Lulay    |
| 1903-1906      | Georg Nebel      |
| 1906-1924      | Franz Nebel      |
| 1924-1930      | Nikolaus Eckert  |
| 1930-1935      | Filipp Lannert   |
| 1935-1939      | Adam Bauer       |
| 1939-1958      | Peter Pavelka    |
| 1958-1961      | Johann Lulay     |
| 1961-1969      | Nikolaus Luckaup |
| 1969-1971      | Johann Buchert   |
| 1971-1983      | Adam Lulay       |
| 1983-1985      | Dumitru Popi     |
| 1985-1994      | Ioan Vuculescu   |
| 1994-1997      | Ilie Ardelean    |
| 1997 - prezent | Gheorghe Stoica  |

În ziua de 10 septembrie 1879  cu ocazia aducerii primei pompe de incendiu s-a organizat o mare adunare cetățenească. Conducerea comunei a predat în mod festiv în fața întregii populații acest prim utilaj membrilor formației. Tot la această adunare conducerea comunei a anunțat că s-a aprobat finanțarea construirii Turnului de Instrucție cu înălțimea de aproximativ 13 metri cu 2 etaje, parterul din cărămidă iar etajul din lemn. O machetă a acestui turn se păstrează și poate fi văzută în Remiza S.V.S.U. Zăbrani.
La ședința din 25 iunie 1880 se stabilește că cei care întârzie la ședințele de instrucție să fie penalizați conform statutului. Tot la această ședință se hotărăște că în semn de cinstire și respect pentru membri formației, la încetarea din viață a unui membru F.C.P. activ sau veteran, toți pompierii să participe la înmormântare în uniforma de paradă și cu fanfara și să-l conducă pe ultimul drum. Acest obicei sau aceasta regulă se păstrează și în ziua de azi.
Începând din anul 1883 și până în prezent, pompierii care s-au distins în executarea serviciului și au ajuns la o vârstă înaintată, cu aprobarea formației, erau și sunt și în prezent trecuți în rândurile pompierilor veterani, având dreptul să participe la serbări și festivități în ținute de pompieri veterani fiind respectați și cinstiți de către pompierii activi și de către cetățenii localității.
La 10 mai 1880 se hotărăște organizarea anuală a unui Bal al Pompierilor. Acest bal este organizat de către formația de pompieri și sunt chemați să participe toți cetățenii comunei. 
Între anii 1882-1911, Formația Civilă de Pompieri Zăbrani(F.C.P. Zăbrani) a avut o activitate rodnică în domeniul înzestrării, dotându-se cu pompe de incendiu, trompete de alarmă, iar în 1888 s-a finalizat și construcția turnului de instrucție.
În anul 1911 localitatea a fost supusă din nou furiei flăcărilor. Acest incendiu a fost localizat și lichidat prin eforturi și sacrificii de către formația de pompieri cu sprijinul populației. În urma acestui caz s-a întărit și mai mult activitatea și prestigiul pompierilor. În anii următori s-au achiziționat căștile și toporașele tip pompier.
În anul 1929, la a 50a aniversare a formației, «Nași Formației» au donat un frumos drapel pe lancea căruia s-au bătut plachete metalice cu numele a 350 de cetățeni printre care conducerea comunei, ambasadorul Austriei, profesori, doctori, senatori și alte personalități, fiecare donând pentru aceasta diferite sume de bani. Drapelul se păstrează și azi în incinta remizei S.V.S.U. 
Emoționant este faptul că pompierii din Zăbrani, pe lângă faptul că erau oameni curajoși, erau și oameni de suflet. Astfel, după incendiul din 06 septembrie 1936, când din cauza unei descărcări electrice a ars o gospodărie provocând pagube în valoare de peste 18.671 lei la valoarea anului 1976, pompierii au luat inițiativa strângerii de bani și ajutoare de la cetățeni pentru repararea și refacerea gospodăriei și înlăturarea urmărilor dezastrului. Prin acest exemplu care nu este unicat în istoria formației, pompierii au demonstrat că sunt gata să lupte cu furia flăcărilor, dar sunt și alături de cei loviți de năpastă. 
Ca o preocupare în îmbunatățirea procesului de instruire și organizare, în anul 1927, conducerea formației redactează «Regulamentul de instrucție al Asociației Pompierilor Voluntari din Comuna Zăbrani». Parcurgând conținutul acestuia ne stârnește admirația prevederile lui, privind măsurile organizatorice, formele de instruire, comenzile, drepturile și îndatoririle pompierilor, măsurile de penalizare. Această preocupare pentru buna instruire a formației o are conducerea S.V.S.U. Zăbrani și în 2008. 
Începând din anul 1934 toate discuțiile și comenzile se fac în limba română. Iată cum se făcea primirea noilor membri în cadrul formației: tinerii sau cei care doreau să fie primiți în formație se adresau comandantului care, la prima adunare, punea în discuția tuturor membrilor cererea acestora. După discuții critice și deschise, dacă solicitanții aveau abateri, comportări ne-corespunzătoare sau nu erau exemplu din anumite puncte de vedere, nu erau primiți. În prezent sursa de noi membri o constituie tineretul comunei și elevii din cercul «Prietenii Pompierilor». Și în prezent exigența alegerii noilor membri constituie o prioritate, aceștia fiind supuși unor teste și unei perioade de probă de 6 luni.
În anul 1958 formația a cumpărat de la B.C.A. un camion pe care l-au transformat în A.P.C., au confecționat o motopompă foarte bună, au cumpărat un camion pe care au montat un cazan de 5.000 litri de apă pentru alimentare la incendiu, pe care la nevoie îl puteau da jos pentru a transporta formația la diferite concursuri și manifestații.  
Activitatea pompierilor din Zăbrani s-a desfășurat și pe plan sportiv în cadru concursurilor profesionale. Primul concurs atestat documentar la care a participat formatia din Zăbrani este cel din 29 iunie 1913 ținut în orașul Lipova cu participarea formațiilor din jur: Lipova gazda, Chesinț, Aluniș, Neudorf, Radna, Zăbrani, Zădăreni. La acest concurs, «Echipa de urcări la turn» Zăbrani a câștigat locul 1 primind ca distincție o frumoasă cupă de argint pe al cărei capac este montată o statuetă de pompier în uniformă de luptă. La același concurs, «Echipa de lucru la pompa manuală» cucerește locul 1, fiind distinsă cu un frumos toporaș lucrat în filigram și nichelat. Din multele concursuri organizate pe centre și pe județ la care a participat formația din Zăbrani, sunt de menționat situarea permanentă pe locurile fruntașe ca de exemplu :  
- 6 iunie 1927 Aradul-Nou  «Echipa de urcări» locul 1
- 29 iunie și 01 septembrie 1929 la Vinga și respectiv Recaș «Echipa de urcări» locurile 2
- 29 septembrie 1929 la Pișchia «Echipa de lucru la pompa manuală» locul 1
- 9 iunie 1930 la Frumușeni «Echipa de urcări» locul 2, iar «Echipa de lucru la pompa manuală» locul 3
- 17 mai 1931 la Peșinova «Echipa de urcări» locul 2
- 6 august 1931 Ciacova «Echipa de lucru la pompa manuală» locul 1
- 25 septembrie 1932 la Ghioroc la un concurs cu aplicații de stingere, formația cucerește locul 1
- 01 septembrie 1934 la Timișoara «Echipa de urcări» câștigă locul 1.

Această tradiție de a câștiga este menținută și dezvoltată peste ani până acolo că în anul 1970 F.V.P.C.I. Zăbrani cucerește locul 1 pe țară, iar în anul 1971 ocupa locul 2 pe țară.  
Dovadă rezultatelor, stau mărturie în articolele publicate în revistele „Paza contra incendiilor” și la concursurile participate:
- nr 11/1969 unde găsim un amplu reportaj efectuat la Zăbrani cu ocazia împlinirii  a 90 de ani de la înființare;
- nr 10/1970, pe coperta I este imortalizat momentul când locțiitorul Comandantului Pompierilor, colonelul Ștefan Săraru înmânează comandantului Formației Voluntare de Paza Contra Incendiilor Zăbrani, JOHAN BUCHERT, Drapelul de Formație fruntașă pe țară, iar în interiorul revistei, la pagina 5, găsim un frumos reportaj despre învingători. Tot în această revistă putem citi un interviu cu Peter Hoffmann, ajutor comandant cu prevenirea incendiilor. Tot ca o recunoaștere a meritelor stă dovadă și reportajul din Flacăra Roșie;
- nr 10/1971 a revistei aflăm că la data de 13 septembrie 1971, Petru Michelbach a fost decorat cu medalia «Pentru Paza Contra Incendiilor». Acesta a îndeplinit de-a lungul anilor în F.C.P. Zăbrani mai multe funcții cum ar fi : pompier, gornist, ajutor telefonist, secretar, având o activitate de pompier activ de peste 40 de ani.

Tradiția de a fi pe locurile fruntașe în concursurile profesionale a fost dusă și mai departe, mărturie și dovadă stau trofeele, cupele, plachetele și diplomele care sunt păstrate la loc de cinste și într-o stare impecabilă în vitrinele din incinta remizei Zăbrani. Locurile 1,2,3, au fost și sunt ceva obișnuit pentru pompierii din Zăbrani. Despre acest lucru găsim scris în revista Paza contra incendiilor nr 8/1972, nr 8/1986, precum și în ziarul Adevărul de Arad din data de 13 iunie 2006. În anul 2007 la etapa județeană a concursurilor profesionale, S.V.S.U. Zăbrani s-a clasat pe locul 3.  
Formația de pompieri din Zăbrani a participat activ și la înlăturarea urmărilor dezastrelor provocate de inundațiile grave din anul 1970.  
În anul 1977 în dotarea formației intră o nouă autospecială de intervenție, S.R. 132, care a fost folosită la incendiile de pe raza comunei, dar și în colaborare cu celelalte F.C.P.- uri, cum ar fi incendiul de la fostul C.A.P. Radna. 
În anul 1979, F.C.P. Zăbrani a sărbătorit cu mare fast împlinirea a 100 de ani de existență. Manifestările au fost de mare amploare, unii dintre pompierii activi de astăzi în 2008, pe atunci copii sau adolescenți, precum și 2 dintre pompierii veterani de astăzi, atunci pompieri activi, domnii Mureșan Ioan și Danc Traian, își aduc aminte de aceasta sărbătoare. În revista „Paza contra incendiilor” nr 9/1979 și ziarul „Flacăra Roșie” din 8 august 1979, găsim reportaje despre aceasta sărbătoare. În istoria formației au fost și momente neplăcute, dureroase, primul fiind în primăvara anului 1971 când a decedat într-un accident de circulație comandantul formației, Johan Buchert, în etate de doar 41 ani. Ca un ultim omagiu și în semn de cinstire și prețuire, purtându-i respectul și onoarea cuvenită unui comandant de formație și instructor de sector, la înmormântarea sa au participat peste 300 de pompieri din județele Arad și Timiș. Necrologul a fost publicat în revista „Paza contra incendiilor” nr 3/1971.
Ultimul moment trist din istoria F.C.P. este decesul în primăvara anului 1994 a comandantului de atunci al formației, profesorul Vuculescu Ioan, în urma unui infract. La înmormântarea sa, pe lângă pompierii din Zăbrani, au participat și pompierii din Lipova.
În anul 1993, în dotarea formației a intrat o autospecială, A.T.I. SR 114.
În toamna anului 1994 s-au sărbătorit 115 ani de la înființarea formației. La această sărbătoare au participat mai multe formații din județul Arad. Un merit deosebit la organizarea concursului desfășurat cu această ocazie a avut domnul Dehelean Aurel, remizierul formației. A apărut un articol în ziarul Adevărul de Arad din 10 septembrie 1994.
Din anul 1998 s-a trecut la reorganizarea formației în cadrul Serviciului Public de Pompieri Civili a comunei Zăbrani din care mai fac parte și grupele din satele Neudorf și Chesinț, fiind dotate și ele cu autospeciale. Din acest an conducerea Serviciului Public de Pompieri Civili(S.P.P.C.) a fost luată de catre domnul Stoica Gheorghe care a depus eforturi pentru menținerea tradiției și a păstrării în stare de intervenție a celor 3 grupe de pe raza de competenta a S.P.P.C.–ului. În privința utilării și dotării, un rol important l-a avut Primăria Comunei Zăbrani care a aprobat finanțarea confecționării a 50 costume noi de pompieri, după prevederile monitorului oficial, precum și în achiziționarea a 15 costume de protecție, o cască cu vizor și transferul unei mașini de intervenție Magirus care asigură o intervenție rapidă și eficientă. 
Având în vedere că după 1989 înmulte localități formațiile de pompieri au fost desființate, iar tehnica din dotare lăsată de paragină, Serviciul din Zăbrani a căutat să întrețină tehnica din dotare și să se doteze cu tehnică cât mai performantă pentru a putea interveni la orice situație de urgență. Ca o recunoaștere a tradiției, a istoriei îndelungate dar și a măiestriei pompierilor în concursurile profesionale, Serviciul Public de Pompieri este invitat la jubilee și manifestări dedicate zilei de 13 Septembrie, Ziua pompierilor. S.V.S.U. Zăbrani este printre puținele din județul Arad care este organizat și echipat conform legii și care este operativ la nivelul celor 3 grupe de intervenție. Și acest lucru este un merit deosebit al domnului Stoica Gheorghe.
În aceste momente când se evocă istoria pompierilor din Zăbrani, în 2008, lista celor mai bătrâni ca vechime în formație dintre pompieri activi: 
- Orz Stefan - 24 ani pompier activ;
- Badău Todor - 23 ani pompier activ;
- Mureșan Mircea - 22 ani pompier activ;
- Dehelean Aurel - 20 ani pompier activ.

Aceștia sunt cei mai vechi și care au purtat cu cinste și onoare această uniformă de pompier voluntar. Cei mai tineri trebuie să ducă mai departe tradiția, cinstea și onoarea acestei uniforme. Cu toate că formația de pompieri a fost foarte activă de la înființare și până în prezent în domeniul preveniri incendiilor, totuși au mai fost incendii, fie din neglijența oamenilor fie din motive naturale cum ar fi trăznetul. Iată doar câteva dintre incendii care au fost mai mari ca amploare :
- În anul 1973, în noaptea de 10-11 februarie a fost un incendiu la ferma 7 zootehnică a I.A.S. Fântânele situată pe teritoriul comunei Zăbrani la care s-a intervenit cu toată tehnica din dotare la acea vreme. Având în vedere amploarea incendiului și poziționarea grajdului incendiat în imediata apropiere a șirelor de paie și fân, s-a solicitat ajutor și de la formațiile din Lipova și Radna, precum și a pompierilor militari care au intervenit sub comanda comandantului colonel Cuzmanov. În acest incendiu au ars un număr de 196 capete bovine.
- În anul 1983, în luna decembrie, ca urmare a unei activități piromane, formația s-a confruntat cu mai multe incendii, cel mai mare fiind cel de la ferma nr 2 a C.A.P. Zăbrani când a fost incendiată șura de paie în mai multe locuri. În sprijinul pompierilor au venit și o parte din locuitorii localității.
- În toamna anului 1999 la gospodăria cu nr 197-198 a izbucnit un incendiu din cauza unui scurtcircuit la o instalație electrică improvizată în grajdul de animale. A ars acoperișul grajdului și toate furajele adunate pentru animale, salvându-se animalele și cele două case de locuit din gospodărie.
- În anul 2007, S.V.S.U. Zăbrani a avut un număr de 24 de intervenții, majoritatea la terenuri agricole (miriști și vegetație uscată) dar și doua incendii mai mari ca amploare primul fiind în luna august în noaptea de 5-6  când în urma unui trăsnet  a izbucnit un incendiu la grajdul gospodăriei cu numărul 157 din satul Chesinș, fiind numai pagube materiale. În noaptea de 5-6 septembrie la orele 2 a fost alarmat Serviciul voluntar că este un incendiu la S.C. TRACO S.R.L., societatea activând în domeniul producerii de încălțăminte. S-a intervenit rapid cu mașinile din dotare și s-a cerut sprijin de la detașamentul Arad al I.S.U.J. Arad și de la S.V.S.U. Lipova pentru lichidarea incendiului. Prin intervenția promptă a pompierilor din Zăbrani s-a evitat propagarea incendiului la casele din imediata apropiere, pe fondul unui vânt foarte puternic, precum și explozia buteliei de gaz (care asigura procesul de producție) cu capacitate de 3.000 litri existând în acel moment aproximativ 800 litri de gaz.
- În două dintre intervențiile din anul 2007 s-a intervenit la solicitarea I.S.U.J.Timiș. Prima intervenție fiind la gara din localitatea Alioș, comuna Mașloc, județul Timiș unde s-a intervenit pentru lichidarea unui incendiu la locomotiva care tracta trenul personal Timișoara N – Radna. Cealaltă intervenție a fost în localitatea Remetea-Mica, comuna Masloc, județul Timis unde s-a intervenit împreună cu detașamentul Timișoara al I.S.U.J. Timiș la lichidarea incendiului de la 2 gospodării unde au ars grajdurile și au fost salvate locuințele.

Acestea sunt doar o parte din activitățile desfășurate de către pompierii  S.V.S.U. Zăbrani  în 129 ani de activitate, evocându-se doar momentele mai importante a acestei istorii.

## Economia
Deși economia este una predominant agrară, axată pe creșterea animalelor și cultura plantelor, industria ușoară și mica industrie sunt bine reprezentate în spectrul economic al așezării.

## Turism
Potențialul turistic  este unul de excepție. Zăbrani a fost inclusă în categoria unităților teritorial-administrative cu o concentrare mare a patrimoniului construit cu valoare culturală de interes național. Dintre cele mai importante obiective turistice se pot aminti ansamblul arhitectural rural din Zăbrani din secolul al IX-lea și nu în ultimul rând muzeul memorial Adam Müller-Guttenbrunn - personalitate marcantă a literaturii germane.

### Obiective turistice
- Muzeul Adam Müller-Guttenbrunn.
- Casa memorială (nr. 316) în care s-a născut Adam Müller-Guttenbrunn (la 22 octombrie 1852).

## Personalități
- Adam Müller-Guttenbrunn (n. 1852 - d. 1923), scriitor șvab.
- Gerhardt Csejka (n. 1945), traducător, publicist și scriitor de limba germană.
- Ernest Wichner (n. 1952), scriitor de limba germană, poet, traducător, critic literar și editor